# Rajki (Janik)
Rajki – część wsi Janik w Polsce, położona w województwie świętokrzyskim, w powiecie ostrowieckim, w gminie Kunów.
W latach 1975–1998 Rajki administracyjnie należały do województwa kieleckiego.